# Scrophularia omeri
Scrophularia omeri är en flenörtsväxtart som beskrevs av S. Khatoon och M. Qaiser. Scrophularia omeri ingår i släktet flenörter, och familjen flenörtsväxter. Inga underarter finns listade i Catalogue of Life.